# Ján Andraščík
Ján Andraščík (Szinyelipóc, 1799. augusztus 6. – Bártfa, 1853. december 24.) szlovák író és katolikus pap.

## Élete
Szinyelipócon született 1799. augusztus 6-án, a családban 11 gyermek született, akik közül legalább öten gyermekkorukban meghaltak. Az édesapának szatócsboltja volt a településen, így a gyermekek viszonylagos
jólétben nevelkedhettek. Az elemi iskoláit Lipócon, a gimnázium alsóbb osztályait Kisszebenben, a filozófiai
osztályokat pedig az 1815 és 1817 között Kassán végezte, majd a pesti Királyi Magyar Egyetemen teológiát tanult, ahol 1821-ben teológiai doktorátust szerzett. Cseh István kassai püspök 1822. november 23-án áldozópappá szentelte. 1825-től 1830-ig oktatóként dolgozott Almássy Kristóf családjában, Almásy Móricot retorikára, költészetre és filozófiára, két öccsét alapismeretekre (olvasásra, írásra, számolásra) és németre tanította. 1827-től a kassai Püspöki Líceum professzora volt. 1832. május 4-én kinevezték Bártfa lelkészének. Bártfára csak 1832. augusztus 30-án érkezett, ahol azután az egész életét töltötte.
1848/49-ben a forradalom és szabadságharc mellé állt. Életének utolsó éveiben nagyon nehéz helyzetbe került, nem tett engedményeket a császári hatóságoknak, egyházi elöljárói azonban megvédték a politikai támadásokkal szemben.
1853-ban karácsony napján halt meg a bártfai egyházközségben, a Szent temetőben temették el. Nem ismert sírjának pontos helye, de az időskorúak emlékezései szerint következtettek rá: ma egy emlékmű található ott.

## Munkássága
Nemcsak lelkész volt, hanem szervező, oktató és író is. Színházi darabja, a Šenk palenčeny nagy érdeklődést keltett a szlovák értelmiség és az egyszerű emberek körében is. A darab verses színjáték, alkoholellenes témával. A szerző eredetileg sárosi nyelvjárásban írta meg. A darabot később Michal Miloslav Hodža módosította, és átírta a szlovák irodalmi nyelvre, így országos jelentőségűvé tette. Ez a változat 1846-ban jelent meg a Slovenský pozorníkban.

## Műve
- Šenk palenčeni (színjáték, 1844) Pálinkás söntés

## Fordítás
- Ez a szócikk részben vagy egészben  a   Ján Andraščík című szlovák Wikipédia-szócikk ezen változatának fordításán alapul.  Az eredeti cikk szerkesztőit annak laptörténete sorolja fel. Ez a jelzés csupán a megfogalmazás eredetét és a szerzői jogokat jelzi, nem szolgál a cikkben szereplő információk forrásmegjelöléseként.